# Gösta Jonsson
Gösta Ture Jonsson, född 14 september 1905 på Kungsholmen i Stockholm, död 26 december 1984 i Stockholm, var en svensk dragspelare, saxofonist, sångare, kapellmästare och skådespelare. 

## Biografi
Jonsson debuterade som musiker med skivinspelningar 1926 och från 1930 även som sångare. Under 1940-talet bildade han en "rytmisk revy" som han turnerade med i Folkparkerna. Han drev åren 1947–1959 Vanadisteatern i Stockholm. Som musiker spelade han dragspel och saxofon. Han filmdebuterade 1931 i Valdemar Dalquists Brokiga Blad och kom att medverka i ett 30-tal filmer, ofta som musiker. Jonsson var skivinspelande orkesterledare på flera skivbolag, bland annat på Sonora. Han gjorde inspelningar med Eric Alruni Wilkman.

## Filmografi
- 1931 – Brokiga blad
- 1934 – Sången till henne
- 1935 – Munkbrogreven
- 1941 – Gatans serenad
- 1947 – Mästerdetektiven Blomkvist
- 1948 – Loffe som miljonär
- 1956 – Suss gott
- 1957 – Nattens ljus
- 1957 – Åsa-Nisse i full fart
- 1957 – Klarar Bananen Biffen?
- 1960 – Åsa-Nisse som polis
- 1964 – Åsa-Nisse i popform
- 1964 – Tre dar på luffen
- 1965 – Salta gubbar och sextanter
- 1965 – Åsa-Nisse slår till
- 1965 – Pang i bygget
- 1966 – Tre dar på luffen
- 1966 – Trettio pinnar muck
- 1968 – Under ditt parasoll
- 1969 – Åsa-Nisse i rekordform
- 1983 – Raskenstam

## Teater och revy

### Roller
| År   | Roll        | Produktion                                                         | Regi                        | Teater                        |
| ---- | ----------- | ------------------------------------------------------------------ | --------------------------- | ----------------------------- |
| 1945 | Medverkande | 6X9, revy Ch. Henry, Karl-Ewert och Fritz Gustaf                   | Gösta Jonsson Werner Ohlson | Odeonteatern, Stockholm       |
| 1946 | Medverkande | Lustiga vershuset, revy Charles Henry, Karl-Ewert och Fritz Gustaf | Gösta Jonsson Werner Ohlson | Odeonteatern, Stockholm       |
| 1946 | Medverkande | Luddes expo, revy Charles Henry och Karl-Ewert                     | Werner Ohlson               | Odeonteatern, Stockholm       |
| 1947 | Medverkande | Nu blommar de, revy Charles Henry och Karl-Ewert                   | Werner Ohlson               | Odeonteatern, Stockholm       |
| 1947 | Medverkande | Tingel-tangel, revy Charles Henry och Karl-Ewert                   | Werner Ohlson               | Odeonteatern, Stockholm       |
| 1948 | Medverkande | Parkera här, revy Charles Henry och Karl-Ewert                     | Werner Ohlson               | Odeonteatern, Stockholm       |
| 1954 | Medverkande | Sommarbladet, revy Fritz Gustaf, Charles Henry, Allan Forss        |                             | Vanadislundens friluftsteater |

### Regi
| År   | Produktion                    | Upphovsmän                                 | Teater                                                     |
| ---- | ----------------------------- | ------------------------------------------ | ---------------------------------------------------------- |
| 1945 | 6X9, revy                     | Ch. Henry, Karl-Ewert och Fritz Gustaf     | Odeonteatern, Stockholm Regi tillsammans med Werner Ohlson |
| 1946 | Lustiga vershuset, revy       | Charles Henry, Karl-Ewert och Fritz Gustaf | Odeonteatern, Stockholm Regi tillsammans med Werner Ohlson |
| 1953 | Skärgårdsflirt                | Gideon Wahlberg                            | Vanadislundens friluftsteater                              |
| 1954 | Arsenik åt alla spetsar, revy | Rune Moberg                                | Boulevardteatern                                           |
| 1954 | Söderkåkar                    | Gideon Wahlberg                            | Vanadislundens friluftsteater                              |
| 1957 | Anna Clara                    | Harriet Hjorth Efter en roman av Hasse Z   | Riksteatern                                                |

## Diskografi
- Gösta Jonsson på Svensk mediedatabas
- Gösta Jonsson på Svensk underhållningsmusik, revyer och film 1900–1960